# Jillian Rose Reed
Jillian Rose Reed es una actriz estadounidense nacida el 20 de diciembre de 1991 en Hollywood, Florida. Es conocida por interpretar a Tamara Kaplan en la serie de MTV Awkward.

## Biografía
Reed nació en Hollywood pero se crio en Coral Springs, Florida. Tiene dos hermanos, un hermano mayor de Matt y su hermano menor es el también actor Robbie Tucker. Compitió en certámenes de danza cuando tenía?años y a los doce compitió en jazz, tap y ballet en Míchigan.
Reed está involucrada con la American Diabetes Association, debido a que su hermano Matt padece diabetes tipo 1.

### Carrera
De 2008 a 2009, Reed interpretó a Simone en la dramedia Weeds. Desde 2011 interpreta a Tamara Kaplan en la serie de MTV Awkward. Su interpretación le valió una nominación a Mejor Actuación en una Serie de Televisión - actriz joven de los Young Artist Award. En 2012 actuó en la película de televisión My Super Psycho Sweet 16: Part 3 como Sienna.
En 2014 interpretó a Megan en la película Confessions of a Womanizer junto a Andrew Lawrence y Gary Busey. También apareció en un episodio de Jessie donde interpretó a Abbey y en dos episodios de Ghost Ghirls de Jack Black.

## Filmografía
| Cine       | Cine                             | Cine                 | Cine                                                                |
| Año        | Título                           | Rol                  | Notas                                                               |
| ---------- | -------------------------------- | -------------------- | ------------------------------------------------------------------- |
| 2010       | L.A. Vampire                     | Vampiro del jailbait | Cortometraje                                                        |
| 2013       | Age of Dinosaurs                 | Jade Jacobs          |                                                                     |
| 2014       | Confessions of a Womanizer       | Megan                |                                                                     |
| 2014       | Finding Alice                    | Alice (voz)          | Cortometraje                                                        |
| 2018       | Sharon 1.2.3.                    | Linda                |                                                                     |
| Televisión |                                  |                      |                                                                     |
| Año        | Título                           | Rol                  | Notas                                                               |
| 2008       | Zoey 101                         | Chica #3             | Episodio: «Rumor of Love»                                           |
| 2008–09    | Weeds                            | Simone               | 7 episodios                                                         |
| 2009       | Hung                             | Tracie               | Episode: «The Pickle Jar»                                           |
| 2010       | Community                        | Kelly Cortlandt      | Episode: «The Art of Discourse»                                     |
| 2010       | The Middle                       | Shannon              | Episode: «Errand Boy»                                               |
| 2011–16    | Awkward.                         | Tamara Kaplan        | Elenco principal; 89 episodios                                      |
| 2011       | Pair of Kings                    | Tessa                | Episode: «The One About Mikayla's Friends»                          |
| 2012       | My Super Psycho Sweet 16: Part 3 | Sienna               | Película para televisión                                            |
| 2013       | Supah Ninjas                     | Gina / Wallflower    | Episodio: «Wallflower»                                              |
| 2014       | Del Weston on Film               | Ella misma           | Episodio: «Del Weston's Action on Film Show with Jillian Rose Reed» |
| 2014       | Jessie                           | Abbey                | Episodio: «Acting with the Frenemy»                                 |
| 2016       | Whats So Scary About Common Core | Beth                 | Película para televisión                                            |
| 2016–17    | On Hiatus with Monty Geer        | Julie Reed           | 2 episodios                                                         |
| 2016–2020  | Elena of Avalor                  | Naomi Turner (voz)   | Elenco principal; 22 episodios                                      |
| 2016       | Elena and the Secret of Avalor   | Naomi Turner (voz)   | Película para televisión                                            |
| 2017       | Daytime Divas                    | Kali Z               | Episodio: «And the Loser Is...»                                     |
| 2017       | Mondays                          | Elle                 |                                                                     |
| 2018       | Lucifer                          | CeCe                 | Episodio: «Let Pinhead Sing!»                                       |
| Web        |                                  |                      |                                                                     |
| Año        | Título                           | Rol                  | Notas                                                               |
| 2014       | Awkward. Webisodes               | Tamara Kaplan        | Elenco principal; 3 episodios                                       |
| 2017       | Foursome                         | Constance            | 2 episodios                                                         |
| 2018       | Love Daily                       | Gwen                 | Episodio: «The Truth of Dating»                                     |

## Premios y nominaciones
| Año  | Premiación         | Categoría                                               | Trabajo | Resultado |
| ---- | ------------------ | ------------------------------------------------------- | ------- | --------- |
| 2012 | Young Artist Award | Mejor Actuación en una Serie de TV - Mejor Actriz Joven | Awkward | Nom       |